# المسرة (الزرقاء)
المسرة قرية أردنية تابعة لمحافظة الزرقاء في قضاء بيرين تقع غرب شمال الزرقاء على بعد 28كم وشمال جنوب عمان على بعد 23كم وهي مدينة زراعية تشتهر بزراعة الزيتون ومحاطة بغابات البلوط.
عدد سكانها يصل إلى 500 نسمة تقريباً.